# Manx Grand Prix
De Manx Grand Prix is een wegrace-serie die jaarlijks wordt georganiseerd op de Snaefell Mountain Course op het eiland Man. De serie duurt twee weken aan het einde van augustus en het begin van september. De "MGP" of "Manx" is een zusterwedstrijd van de meer bekende Isle of Man TT, die in mei en juni wordt gehouden. Ze is echter veel meer bedoeld voor amateurs dan de TT. Bovendien kent de Manx Grand Prix geen zijspanklasse. 
Amateurwedstrijden zijn altijd bijzonder populair geweest in het Verenigd Koninkrijk en Ierland. Naast de Manx Grand Prix konden amateurs rijden in de North West 200, de Southern 100 en tijdens de Isle of Man TT werden ook regelmatig amateurklassen georganiseerd: de Clubmans Junior TT (1947-1956), de Clubmans Lightweight TT (1947-1950), de Clubmans Senior TT (1947-1956), de 350 Formula One TT (1959), de 500 Formula One TT (1959), de Production 250 TT (1967-1976), de Production 500 TT (1967-1976), de Formula Three TT (1977-1982), de Production 100-250 cc TT (1984-1985) en de Production Class D TT (1986-1988).

## Manx Grand Prix
De wedstrijdserie bestaat uit zes races van drie of vier ronden. Elke ronde op de "Mountain Course" is 60,7 km lang. De start en finish liggen bij de TT Grandstand in de stad Douglas. De klassen zijn grotendeels vergelijkbaar, ook in naam, met die van de TT. Men kent de Newcomers Class, de Lightweight/Ultra Lightweight Class (bij de TT Lightweight TT en Ultra-Lightweight TT), de Junior Class (Junior TT), de Senior Class (Senior TT), de Junior/Lightweight Classic en de Senior Classic. Deze laatste klassen staan open voor oudere machines ("Classics"). 

### Geschiedenis
De eerste MGP werd in 1923 georganiseerd, toen nog onder de naam "Manx Amateur Road Race Championship" (MARRC). Die naam bleef tot 1930, toen hij werd veranderd in "Manx Grand Prix". In de eerste jaren ontstonden soms problemen over de definitie van het begrip "amateur". Veel echte fabrieksrijders waren er toen nog niet. Internationale races waren er wel, maar Britse fabrikanten bleven voornamelijk op het eiland Man (in de inmiddels wereldwijd beroemde TT) rijden, terwijl merken van het continent zelden naar het Verenigd Koninkrijk kwamen. Alleen bij het nog jonge Europees kampioenschap werd er internationaal geracet, maar voor de Britten bleef de Isle of Man TT toonaangevend en voor hun grootste concurrenten, de Italianen, de Grand Prix-wegrace der Naties op Monza. Privérijders konden meestal een overtocht naar het continent niet betalen, maar mochten wel in de TT starten. Tegenwoordig beginnen amateurs bij de MGP, en kunnen daarna overstappen naar de Isle of Man TT, maar terugkeren naar de "Manx" mag niet, met uitzondering van de "classic" klassen. Zo kwamen Chris Palmer (voormalig Brits kampioen in de 125cc-klasse) en wijlen Richard Britton in 2005 terug met Norton Manxen. In 1989 was Gloria Clark de eerste vrouwelijke deelnemer, 66 jaar na aanvang van de MGP. In de Isle of Man TT was Inge Stoll al in 1954 de eerste vrouwelijke deelnemer, als bakkeniste van Jacques Drion. In 2009 was Carolynn Sells de eerste vrouwelijke winnaar op de Snaefell Mountain Course tijdens de Manx Grand Prix. Zij won de Ultra-Lightweight Manx Grand Prix met een Yamaha FZR 400 RR.
De Manx Grand Prix wordt georganiseerd door de Manx Motor Cycle Club (MMCC), maar er wordt gereden volgens de reglementen van de Auto-Cycle Union, die verantwoordelijk is voor de meeste Britse wedstrijden, waaronder al vanaf 1907 de Isle of Man TT.

### Klassen

#### Newcomers
De Newcomers class staat open voor rijders die voor het eerst op het Mountain Circuit rijden. De Isle of Man TT kent een dergelijke klasse niet, waardoor beginnelingen alleen in de Manx Grand Prix de kans hebben tegen elkaar te rijden. Daardoor zijn er ook meestal meer inschrijvers dan startplaatsen. De motorfietsen mogen niet zwaarder zijn dan 600 cc en tijdens de trainingen moeten de rijders gekleurde hesjes dragen, als waarschuwing voor snellere rijders dat iemand het circuit nog aan het "verkennen" is. Nieuwelingen mogen zich ook inschrijven voor andere klassen, maar toestemming voor deelname hangt af van hun ervaring (in andere wedstrijden).

#### Ultra-Lightweight en Lightweight
Deze klassen stonden in het verleden bij de Isle of Man TT Ultra-Lightweight TT en Lightweight TT op het programma. In de laatste jaren startten hier vooral 125- en 250 cc tweetakten en 400 cc viertakten. Omdat men niet meer bij de "grote" TT terechtkan zijn deze klassen bij de Manx Grand Prix enorm populair geworden. De motorfietsen verouderen wel, want ze zijn niet meer te koop. De klassen zijn verdeeld over twee wedstrijden ("A" en "B"), maar de machines starten in dezelfde sessies. Alle cilinderinhouden zijn dus tegelijk in de baan.

#### Junior
De Junior Class kent machines met een cilinderinhoud tussen 200 en 750 cc, maar verreweg de meeste deelnemers rijden op 600 cc middleclass supersports. Toch rijden er nog enkele 250 cc productieracers mee. Voor de snelste 250 cc tweetakt kent men een aparte prijs.

#### Senior
De Senior Class is het sluitstuk van de raceweek en de maximale cilinderinhoud bedraagt 1.000 cc, maar ook hier zijn 600cc-motorfietsen in de meerderheid omdat ze lichter en handelbaarder zijn. Er zijn sporadisch ook 750cc-machines te vinden.

#### Senior Classic
In de Senior Classic race starten een groot aantal deelnemers met klassieke machines tussen 350- en 500 cc. Daarmee representeren ze de "oude" Senior Manx Grand Prix en de oude Senior TT uit de jaren vijftig en zestig. De meeste machines zitten tussen 450 en 500 cc en bekende oude merken en typen komen aan de start, zoals de Norton Manx, Matchless G50, BSA Gold Star, Ducati en Seeley. Ook de Honda CB 450 past in deze klasse.

#### Junior Classic en Lightweight Classic
De Junior Classic staat open voor klassieke machines van 250 tot 350 cc en de Lightweight Classic voor machines tot 250 cc. Net als bij de Ultra-Lightweight en Lightweight rijden de machines twee wedstrijden, maar beide cilinderinhouden rijden samen.

#### Post Classic
In 2008 zag de MMCC in dat er behoefte was aan een wedstrijd voor semi-klassieke motoren die in de jaren tachtig populair waren en die in die tijd ook geracet hadden. In eerste instantie (2009) werd het reglement soepel opgesteld om te bezien hoeveel semi-klassiekers zich inschreven. Daarna werd de uiterste productiedatum op 1981 vastgesteld. 

#### Formula Classic
De Formula Classic werd aanvankelijk ingesteld voor 750 cc viertakten van vóór 1973. Deze klasse wordt bezet door machines uit de Formule 750, waaronder de BSA A75 Rocket 3 en de Triumph Trident 750. De Formula Classic start tegelijk met de Senior Classic.

#### Senior Post Classic en Junior Post Classic
De Senior Post Classic staat open voor 601- tot 1.050 cc viertakten en 351 tot 750 cc tweetakten die geproduceerd zijn vóór 31 december 1985. De Junior Post Classic is bestemd voor viertakten tot 600 cc eveneens geproduceerd tot 31 december 1981. Daarnaast starten er tweetakten tot 350 cc. Omdat dit vrijwel uitsluitend productieracers zijn moeten ze originele frames hebben, maar remmen en wielen zijn vrij. De uiterste productiedatum is 31 december 1984. Ook dit zijn twee klassen die in één race rijden.

### Wijzigingen in 2011
In 2011 werd de Formula Classic veranderd in 850 cc viertakten van vóór 1974. Waarschijnlijk werd dit gedaan om de Norton Commando 850, die in 1973 in productie kwam, toe te laten. De Senior Post Classic werd omgedoopt tot "Classic Superbike" of "Polo Class". De Lightweight MGP Race werd uitsluitend voor 400 cc viertakten opgengesteld. 

#### Super Twin MGP Race
In 2011 werd de Super Twin MGP Race geïntroduceerd, voor 650 cc viertakten en 250 cc tweetakten. Dit was overeenkomstig met de Lightweight TT. De Lightweight MGP Race was echter opgengesteld voor 400 cc viertakten, 125 cc tweetakten en 450 cc eencilinders.

### Indeling van de raceweken

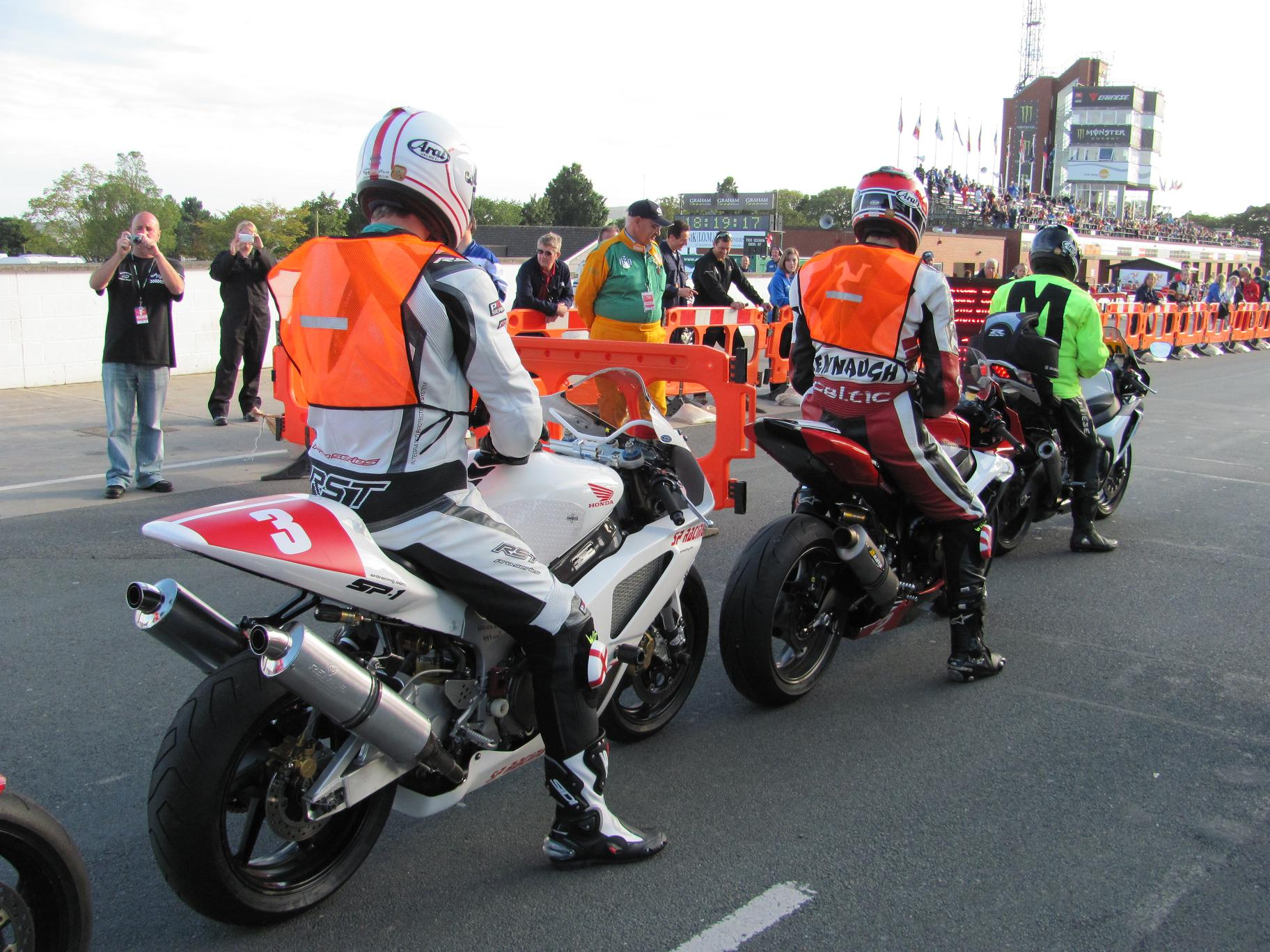
Travelling Marshall met twee Newcomers wachten op het begin van hun verkenningsronde met de TT Grandstand op de achtergrond.

Op de eerste zaterdagavond worden de wegen door marshalls afgesloten en nemen acht "Traveling Marshalls" de nieuwkomers mee voor enkele verkenningsronden over het circuit. Dat is nodig om dat de Snaefell Mountain Course ruim 60 km lang is. Daarna zijn ze vrij om in eigen tempo te trainen. In de loop van de eerste week, waarin alleen trainingen plaatsvinden, moeten alle deelnemers een bij hun klasse passende tijd rijden, om zich te kwalificeren voor de races in de tweede week. De Traveling Marshalls blijven twee weken lang op gezette tijden hun eigen inspectieronden over het circuit rijden. Op de tweede zaterdag eindigen de trainingen en rijden de nieuwkomers en op de volgende maandag beginnen de andere wedstrijden. Op zondag wordt nooit getraind, maar ook in de raceweek blijven een aantal klassen tussen de races door trainen omdat er anders te veel tijd zit tussen training en wedstrijd. De wedstrijdweek is altijd hetzelfde: twee races op maandag, woensdag en vrijdag. Alle klassen rijden drie of vier ronden (ongeveer 180/240 km). De tussenliggende dagen worden gevuld met trainingen, maar soms ook voor wedstrijden die door slecht weer zijn uitgesteld.

### Beroemde coureurs
- Ted Mellors: Debuteerde in 1927 in de MARRC met een tiende plaats met een P&M.
- Harold Daniell: Debuteerde in 1930 met een Norton in de Senior race, maar hij viel uit, net als in 1931. In 1932 werd hij met de Norton tweede in de Senior race en met een Excelsior negende in de Junior race. In 1933 won hij de Senior race en viel hij uit in de Junior, inmiddels ook met Norton. Daarna stapte hij over naar de TT. Die won hij pas in 1938 (Senior TT). Na de oorlog won hij de Senior TT in 1947 en in 1949.
- Jock West: Debuteerde in 1931 in de Manx Grand Prix dankzij sponsoring van Ariel. Succes bleef nog uit: zowel in 1931 als 1932 haalde hij de eindstreep niet.
- Maurice Cann: Debuteerde in 1931 in de Junior MGP (uitgevallen) en de Senior MGP (negende). In de Senior was hij wel de beste Velocette-rijder. In 1937 won hij met een Norton beide klassen, waarna hij overstapte naar de TT.
- Bob Foster: Bezocht in 1932 voor het eerst de Manx Grand Prix, maar hij deed dat als monteur voor een vriend. Hij zou in de "grote" TT een aantal successen behalen.
- Freddie Frith: Won in 1935 de Junior MGP en kreeg een contract bij Norton, waardoor hij kon overstappen naar de TT.
- Ernie Lyons: Won de Senior Manx Grand Prix van 1946 met de toen nog experimentele Triumph T100GP. Edward Turner, directeur van *Triumph en fel tegenstander van races, was hier niet blij mee.
- Jack Brett: Moest door de Tweede Wereldoorlog het begin van zijn racecarrière uitstellen tot in 1946, toen hij in de Junior MGP uitviel met een Norton Manx, maar in de Lightweight werd hij met een Excelsior Manxman zesde.
- Reg Armstrong: Werd in 1946 geweigerd als deelnemer omdat hij de dag vóór de race 18 jaar werd.
- Cromie McCandless: Kwam in 1947 voor het eerst voor in de annalen van de MGP. Hij viel met de Norton Manx uit in de 350- en de 500cc-klasse en dat gebeurde ook in 1948. In 1949 won hij de 350 en werd tweede in de 500. Daardoor kon hij in 1950 overstappen naar de TT.
- Dickie Dale: Debuteerde in 1948 in de 250 cc Lightweight klasse en won meteen met zijn Moto Guzzi Albatros.
- Geoff Duke: Won in 1949 de 500 cc MGP én de amateurklasse tijdens de TT, de Clubmans Senior TT.
- John Hartle: Nam in 1953 voor het eerst deel. Hij werd met een Norton Manx vijftiende in de Senior klasse en met een AJS 7R eenentwintigste in de Junior klasse.
- Phil Read: Nam in 1958 met een 350 cc Norton Manx deel aan twee races: de Junior (zeventiende) en de Junior Snaefell Race (derde). Tot 1960 bleef hij met Nortons deelnemen aan de Manx Grand Prix, met als beste prestatie de overwinning in de Senior klasse van dat jaar. Daarna ging hij naar de Isle of Man TT. In 1998 keerde hij terug naar de "Manx". 59 Jaar oud werd hij met een Matchless G50 zestiende in de Classic Senior Race.
- Rob McElnea: Debuteerde in 1979 met een tweede plaats in de Newcomers Junior en won de Senior in 1981.
- Ian Lougher: Debuteerde in 1983 in de Manx Grand Prix. Hij werd derde in de Newcomers race. Deze race is achteraf beroemd geworden omdat er meer latere sterrijders debuteerden: Robert Dunlop won, Steve Hislop werd tweede en Lougher werd derde. In 1989 kwam hij voor de aardigheid nog een keer terug voor de Classic Senior, maar hij viel met de Matchless G50 uit.
- Steve Hislop: Debuteerde in 1983. Hij werd tweede in de Newcomers Junior en elfde in de Lightweight. In 1984 werd hij vijfde in de Senior en viel hij uit in de Junior.
- Joey Dunlop: Waarschijnlijk de bekendste coureur die het eiland Man gekend heeft. Hij won 26 wedstrijden tijdens de Isle of Man TT, maar in 1993 en 1994 deed hij voor zijn plezier meer aan twee klassieke races tijdens de Manx Grand Prix. In 1993 viel hij in de Classic Lightweight uit met een Aermacchi Ala d'Oro 250, in 1994 werd hij met een Ala d'Oro tweede in de Classic Junior race.
- Ryan Farquhar: Is een beroemdheid op de Britse eilanden. Hij debuteerde in 1999 overtuigend met een overwinning in de Newcomers Junior met een Honda. Met die Honda werd hij meteen ook negende in de Junior en met een Kawasaki werd hij vierde in de Senior. In 2000 viel hij uit in de Junior, maar hij won de Senior. Daarna stapte hij over naar de Isle of Man TT en ook daar werd hij erg succesvol.
- Ian Hutchinson: Won bij zijn debuut in 2003 meteen de Newcomers Junior race. Hij begon daarna een succesvolle carrière in de TT.

### Gebeurtenissen tijdens de MGP
- 1923: Op 15 september verongelukte Ned Brew met een Frera tijdens de training bij Hillberry Corner.
- 1925: Op 31 augustus verongelukte J.T.A. Temple met een Norton tijdens de training bij Glentramman.
- 1926: In september verongelukte S.R.J. Birt tijdens een onofficiële training voor de Manx Amateur Road Races.
- 1933: Op 31 augustus verongelukte Arthur Pilling met een Norton tijdens de training bij Hillberry Corner.
- 1934: Op 3 september verongelukte John Gilbert met een Velocette tijdens de training bij Sulby Bridge en op 6 september verongelukte J.P. Williamson met een Rudge tijdens de training in Kirk Michael.
- 1938: Op 12 september verongelukte Percy Pritlove met een Vincent-HRD tijdens de training bij Union Mills.
- 1946: Op 26 augustus verongelukte A.W.F. Johns met een Norton tijdens de training bij Ballavolley. Op 5 september verongelukte Peter Aitchinson met een Norton tijdens de Senior race bij de 33rd Milestone. Na deelname aan de Manx Grand Prix van 1946 kregen de Norton 30M en de Norton 40M een nieuwe naam: Norton Manx.
- 1947: Op 9 september verongelukte Benjy Russell met een Moto Guzzi Albatros tijdens de Lightweight race bij School House Corner. In 1947 debuteerde de BSA B31, maar fabrieksrijder Bill Nicholson vergat te tanken en moest het laatste stuk duwen.
- 1950: Op 8 september verongelukte Alfred Bent met een Triumph tijdens de training bij Birkin's Bend.
- 1951: Op 14 september verongelukte J.M. Crowe met een Norton tijdens de Senior race bij Appledene. In 1951 bouwde Robin Sherry een motor van een Matchless Super Clubman in het frame van een 350 cc AJS Boy Racer. Hij monteerde een racemagneet en een racecarburateur en werd vierde in de Manx Grand Prix. Zijn zelfbouwmachine zou later de basis vormen voor de Matchless G45.
- 1952: Op 2 september verongelukten twee Norton-coureurs tijdens de training: Brian Jackson bij Brandywell en Ivor Arber bij Hillberry Corner. Op 5 september verongelukte Kenneth James met een Norton tijdens de training bij Cronk-ny-Mona en op 11 september verongelukte Michael Richardson met een AJS Boy Racer bij Bray Hill.
- 1953: In 1953 stuurde Gilera twee prototypen van de Saturno Bialbero naar de Manx Grand Prix. Ze werden ingezet door de onbekende coureur Harry Voice. Voice had Geoff Duke, die in die tijd fabriekscoureur van Gilera was, gevraagd te bemiddelen zodat hij een Saturno voor de wedstrijd kon krijgen, maar had waarschijnlijk niet gerekend op de dure prototypen met dubbele bovenliggende nokkenassen. Al vroeg in de race viel Voice uit door een olielekkage.
- 1954: Op 7 september verongelukte Ronald Butler met een AJS Boy Racer tijdens de Junior race bij Birkin's Bend.
- 1955: Op 3 september verongelukte Eric Milton met een BSA Gold Star tijdens de training bij Birkin's Bend. Op 6 september verongelukte James Watson Davie met een AJS Boy Racer tijdens de Junior race bij Gooseneck.
- 1956: Op 31 augustus verongelukte Maurice Saluz met een Norton Manx tijdens de training bij Sulby Bridge.
- 1958: Op 5 september verongelukte Maurice Wassell met een AJS Boy Racer tijdens de training bij de 32nd Milestone. Op 8 september verongelukte John Hutchinson met een BSA Gold Star tijdens de Junior Sneafell race eveneens bij de 32ste mijlpaal.
- 1959: Op 5 september verongelukte James Coates met een AJS tijdens de training bij de 33ste Mijlpaal. Op 10 september verongelukte John Hamilton met een Norton Manx tijdens de Senior race eveneens bij de 33ste Mijlpaal.
- 1960: Op 8 september verongelukte John Sapsford met een BSA Gold Star tijdens de Senior race bij Westwood Corner.
- 1961: Op 31 augustus verongeluke Geofrey Griffin met een Matchless G50 tijdens de training op Glencrutchery Road in Douglas. Op 5 september verongelukte Fred Neville met een AJS Boy Racer tijdens de Junior race bij Appledene.
- 1962: Op 4 september verongelukten drie coureurs op tijdens de Junior race, op verschillende plaatsen: Tom Pratt (Norton Manx) bij Appledene, Charles Robinson (Honda) bij Bishopscourt en Geofrey Prentice (AJS Boy Racer) bij Birkin's Bend. Op 6 september verongelukte Keith Gawler met een Norton Manx tijdens de Senior race bij Pinfold Cottage.
- 1963: Op 5 september verongelukte Raymond Rowe met een Norton Manx tijdens de Senior race bij Verandah.
- 1965: Op 1 september verongelukte George Armstrong met een Triton tijdens de training bij Sulby Bridge.
- 1967: Op 29 augustus verongelukte Geoffrey Proctor met een 250 cc Cotton tijdens de training bij Rhencullen. Op 1 september verongelukte Kenneth Herbert met een Norton Manx tijdens de training bij Doran's Bend.
- 1968: Op 3 september verongelukten twee coureurs: Peter Ray met een Aermacchi Ala d'Oro 250 tijdens de Lightweight race bij Ballaugh Bridge en Roger Perrier met een Norton Manx tijdens de Junior race in Kirk Michael.
- 1969: Op 25 augustus verongelukte Gordon Taylor met een 325 cc Kawasaki tijdens de training bij Alpine Cottage. Op 26 augustus verongelukten twee rijders: Michael Bennett met een Norton Manx tijdens de training bij Glen Helen en Iain Sidey met een Norton Manx tijdens de training bij Quarterbridge.
- 1970: Op 1 september verongelukte George Collis met een 250 cc Yamaha tijdens de Lightweight race bij Handley's Corner.
- 1972: Op 28 augustus verongelukte Chris Clarke met een 250 cc Yamaha tijdens de training bij Glen Helen.
- 1973: Op 5 september verongelukte Eric Piner met een 250 cc Yamaha tijdens de Lightweight race in Kirk Michael.
- 1974: Op 26 augustus verongelukte Nigel Christian met een 250 cc Yamaha tijdens de training bij Windy Corner. Op 2 september verongelukte Brian McComb met een 250 cc Yamaha tijdens de Lightweight race bij Barregarrow. Op 3 september verongelukte David Forrester met een 350 cc Kirby-Métisse tijdens de Junior race bij Glen Helen.
- 1976: Op 7 september verongelukte David Featherstone met een 350 cc Yamaha tijdens de Junior race bij Alpine Cottage. Op die dag kwam ook politieagent D.A. Hamer om bij een ongeval in Union Mills.
- 1977: Op 30 augustus verongelukte Peter Tulley met een 350 cc Yamaha tijdens de training bij Alpine Cottage. Op 31 augustus verongelukte Ivan Houston met een 250 cc Yamaha tijdens de training bij Creg Willey's Hill. Op 3 september verongelukte Norman Tricoglus met een 500 cc Yamaha tijdens de training bij Rhencullen. Op 7 september verongelukte Neil Edwards met een 350 cc Yamaha tijdens de Junior race bij Cruickshanks Corner.
- 1978: Op 29 augustus verongelukte Michael Sharpe met een 350 cc Yamaha tijdens de training bij Cruickshanks Corner.
- 1979: Op 27 augustus verongelukte Steven Holmes met een 350 cc Yamaha bij Cruickshanks Corner. Op 6 september verongelukte Alain Taylor met een 250 cc Yamaha tijdens de Lightweight race bij Rhencullen.
- 1983: Op 8 september verongelukte Alain Atkins met een 350 cc Yamaha tijdens de Senior race bij Glentramman.
- 1984: Op 30 augustus verongelukte David James Millar met een 350 cc Aermacchi Ala d'Oro tijdens de training bij Pinfold Cottage. Ian Lougher, in 1983 nog derde in de Newcomers race, brak een sleutelbeen door een val met een 250 cc Armstrong op de Mountain Mile.
- 1985: Op 27 augustus verongelukte Nigel Hale met een 250 cc EMC tijdens de training bij Sarah's Cottage.
- 1987: Op 25 augustus verongelukte Kenneth Norton met een 350 cc Yamaha tijdens de training bij de 33ste Mijlpaal. Op 1 september verongelukte Martin Jennings met een 350 cc Yamaha bij Rhencullen.
- 1989: Op 29 augustus verongelukte Colin Keith met een BSA Gold Star tijdens de training bij Hillberry Corner. Op 6 september verongelukte Ian Standeven met een 350 cc Yamaha tijdens de Junior race bij Rhencullen. Op 8 september verongelukte John Smyth met een 1100 cc Suzuki tijdens de Senior race bij Verandah.
- 1990: Op 3 september verongelukte Bernard Trout met een 250 cc Ducati tijdens de Lightweight Classic bij Hawthorn (Greeba). Op 7 september verongelukte Kevin Howe met een Honda VFR 750 tijdens de Senior race bij School House Corner.
- 1991: Op 29 augustus verongelukte Paul Rome met een 250 cc Yamaha tijdens de training bij Cronk-ny-Mona. In september verongelukte Mark Jackson met een Honda CBR 600 F tijdens de Senior race bij Glentramman.
- 1992: Op 3 september verongelukten twee coureurs tijdens de Junior race: Craig Mason met en 250 cc Yamaha bij Glentramman en John Judge met een Yamaha FZR 600 bij Rhencullen.
- 1993: Op 29 augustus verongelukte Cliff Gobell met een 200 cc Weslake tijdens de Senior Classic race bij Quarry Bends. Op 3 september verongelukte Kenneth Virgo met een 250 cc Yamaha tijdens de Lightweight race bij Handley's Corner.
- 1995: Op 30 augustus verongelukte Duncan Muir met een Honda CBR 600 F tijdens de Junior race bij Guthrie's Memorial. Op 1 september verongelukte Nicholas Teale met een 250 cc Yamaha tijdens de Lightweight race bij Alpine Cottage.
- 1996: Op 19 augustus verongelukten twee coureurs tijdens de training: Nigel Haddon met een 750 cc Honda bij Stonebreakers Hut en Jack Gow met een 350 cc Norton Manx bij de 32ste Mijlpaal.
- 1997: Op 16 augustus verongelukte Danny Shimmin met een 350 cc Aermacchi tijdens de training bij Greeba Castle. Op 18 augustus verongelukte de eerste vrouw: Pamela Cannell kwam om met een 250 cc Yamaha tijdens de training bij Les Graham Memorial. Tijdens die training verongelukte ook Roger Bowler met een Matchless G50 bij Quarry Bends. Op 29 augustus verongelukte Emmet Nolan met een 750 cc Yamaha tijdens de Senior race bij Lambfell Cottage.
- 1998: Op 27 augustus verongelukten twee coureurs: Adam Woodhall met een 1.000 cc Suzuki tijdens de training bij Ballaspur en Rob Wingrave met een Norton Manx tijdens de Senior Classic race in Union Mills. Op 31 augustus verongelukte Chris East met een Matchless G50 tijdens de tweede Senior Classic race in Kirk Michael.
- 1999: Op 3 september verongelukte Martin Smith met een 600 cc Honda tijdens de Senior race bij de 13de Mijlpaal.
- 2000: Op 19 augustus verongelukte Kenneth Munro met een 600 cc Honda tijdens de training bij Ginger Hall in Sulby.
- 2001: In 2001 konden zowel de Isle of Man TT, de Southern 100 als de Manx Grand Prix niet doorgaan door de mond-en-klauwzeer-crisis.
- 2002: Op 19 augustus verongelukten tijdens de training twee coureurs bij Ballaspur: Shane Ellis (1.000 cc Aprilia) en Leslie Turner (600 cc Yamaha). Op 31 augustus verongelukte Phil Hayhurst met een 125 cc Yamaha tijdens de Ultra-Lightweight race bij School House Corner.
- 2003: Op 25 augustus verongelukte Martin Farley met een 600 cc Yamaha tijdens de Newcomers race bij Alpine Cottage.
- 2004: Op 28 augustus verongelukte Gavin Feighery met een 600 cc Suzuki tijdens de training bij de Mountain Box (tussen Guthrie's Memorial en Verandah). Op 1 september verongelukte Tommy Clucas met een 600 cc Honda tijdens de Junior race bij Ballaugh Bridge.
- 2005: Op 24 augustus verongelukte Geoff Sawyer met een Matchless G50 tijdens de training in Union Mills. Op 26 augustus verongelukte John Loder met een 500 cc Seeley tijdens de training bij de 33ste Mijlpaal. Op 31 augustus verongelukte Eddie Byers met een AJS Boy Racer  tijdens de Junior Classic race bij de 27ste Mijlpaal. In dezelfde race verongelukte Tim Johnson met een Aermacchi Ala d'Oro bij Stonebreakers Hut. Op 1 september verongelukte John Bourke met een 600 cc Suzuki tijdens de Junior race in Union Mills. Op die dag kwam ook toeschouwer Tom O'Connell om het leven bij een verkeersongeval bij Quarterbridge. Op 2 september verongelukte Don Leeson met een 400 cc Honda tijdens de Ultra-Lightweight race bij Quarry Bends.
- 2006: Op 21 augustus verongelukte Terry Craine met een 250 cc Honda tijdens de training bij de 33ste Mijlpaal. Op 1 september kwam marshall Martyn Heyes om tijdens een verkeersongeval bij Gorse Lea.
- 2008: Op 25 augustus verongelukte John Goodall met een AJS Boy Racer tijdens de Junior Classic race bij Ballacraine.
- 2009: Op 1 september verongelukte Richard Bartlett met een 600 cc Honda tijdens de Newcomers race bij Kerrowmoar.
- 2010: Op 1 september verongelukten twee rijders tijdens de Junior race bij Alpine Cottage: Jamie Adam met een 600 cc Suzuki en Chris Bradshaw met een 600 cc Yamaha.
- 2011: Op 24 augustus verongelukte Neil Kent met een 250 cc Yamaha tijdens de training bij Greeba Bridge. Op 29 augustus verongelukte Wayne Hamilton met een 600 cc Yamaha tijdens de Junior race bij de 13de Mijlpaal. Op 31 augustus verongelukte Adam Easton met een Norton Manx tijdens de Senior Classic race bij Lambfell Cottage.
- 2012: Op 24 augustus verongelukte Steve Osborne met een 650 cc Hyosung tijdens de training op Quarterbridge Road in Douglas. Op 29 augustus verongelukte Trevor Ferguson met een 650 cc Kawasaki tijdens de Supertwin race bij The Nook.